# Rise and Shine (The Cardigans)
Rise and Shine è un singolo del gruppo musicale svedese The Cardigans, pubblicato nel 1994. 

## Il brano
Il brano è stato scritto da Peter Svensson e Magnus Sveningsson.
Esso appare nell'edizione limitata del 7" del 1992 The World According To... e nell'album di debutto del gruppo ovvero Emmerdale, uscito nel 1994. La canzone è stata poi ri-registrata nuovamente per l'album Life.

## Tracce
- CD (Svezia; 1994)

1. Rise and Shine - 3:24
2. After All... (Demo '93) - 2:36

- 7" (UK; 1995)

1. Rise and Shine - 3:24
2. Pikebubbles - 3:04

- CD (UK/Europa; 1995)

1. Rise & Shine - 3:24
2. Pikebubbles - 3:02
3. Cocktail Party Bloody Cocktail Party - 15:50

## Classifiche
| Classifica (1996) | Posizione raggiunta |
| ----------------- | ------------------- |
| Regno Unito       | 29                  |